# Ulica ks. Józefa Tischnera w Krakowie
Ulica ks. Józefa Tischnera w Krakowie – ulica w Krakowie, położona w południowej części miasta, pomiędzy Wolą Duchacką, czyli dzielnicą XI Podgórze Duchackie, Łagiewnikami, czyli dzielnicą IX Łagiewniki-Borek Fałęcki, a Bonarką, czyli dzielnicą XIII Podgórze.
Nazwę ulicy nadano dla upamiętnienia Józefa Tischnera, polskiego filozofa i księdza katolickiego.

## Przebieg
Ulica zaczyna swój bieg na przy skrzyżowaniu z ulicą Zakopiańską, Wadowicką i Jana Brożka, gdzie staje się fizycznym przedłużeniem tej trzeciej. Na końcowym odcinku, kilkadziesiąt metrów przed końcem ulicy, w kierunku wschodnim, arteria przebiega pod wiaduktem przez który przebiega ulica Jerzego Turowicza oraz na wschód od niej znajduje się stacja kolejowa Kraków Bonarka. Następnie biegnie dalej w kierunku północnym przez węzeł drogowy w kierunku ulicy Jerzego Turowicza i alei Powstańców Śląskich, by tam zakończyć bieg. Jej przedłużeniem w tamtym miejscu staje się ta druga.

## Infrastruktura
Ulicę ks. Józefa Tischnera tworzy czteropasmowa (w niektórych fragmentach sześciopasmowa) ulica z ulokowanym pasem zieleni, oddzielającym obie jezdnie ulicy. W ciągu ulicy znajdują się dwa przystanki autobusowe należący do MPK Kraków – „Łagiewniki” oraz „Tischnera”, a także pawilony handlowo-usługowe wypełniające w znacznej części otoczenie ulicy oraz osiedla mieszkaniowe.